# Ocotea benthamiana
Espèce
Synonymes
- Nectandra crassifolia Benth.[1]

Statut de conservation UICN

 VU B1+2c : Vulnérable
Ocotea benthamiana est une espèce de plantes à fleurs de la famille des Lauraceae. C'est un arbuste ou petit arbre trouvé en Amérique du Sud.

## Description
C'est un arbuste ou un petit arbre pouvant atteindre une hauteur de 15 m.

## Répartition et habitat
On le trouve au nord du Pérou, en Équateur et en Colombie.
C'est une espèce des forêts de montagne et de terres occupées par des arbustes à des altitudes variant de 1400 à 3100 m au dessus du niveau de la mer.

## Utilisation
Il est exploité pour son bois et aussi en tant que combustible.

## Publication originale
- Jahrbuch des Königlichen Botanischen Gartens und des Botanischen Museums zu Berlin 5: 263. 1889.